# Al-Báqara
Al-Báqara (en árabe: سورة البقرة surāt al-Baqarah, 'La Vaca') es el segundo y más largo capítulo (sura) del Corán. Es una sura medinesa (revelada a Mahoma cuando estaba en Medina), con la excepción del verso 281 que los musulmanes creen que fue revelado durante la peregrinación de despedida. También está considerado uno de los primeros capítulos revelados después de la Hégira de La Meca a Medina. El capítulo comprende 286 versos (ayat) según la división de Alí, el más ampliamente aceptado entre todas las denominaciones musulmanas, e incluye el verso más largo del Corán (2:282). El nombre de la sura hace referencia a los versículos 66-72 que recuerdan a la historia de una vaquilla sacrificada por los israelitas.
Impone el ayuno al creyente durante el mes del Ramadán.

## Resumen
Resumen de los versos de la sura Al-Báqara:
- 1-20 se reprueba a los incrédulos e hipócritas
- 21-38 se exhorta a la adoración del Dios verdadero
- 39-102 se insta a judíos y cristianos a aceptar la afirmación de Mahoma de ser un profeta de Dios
- 102-112 lucha contra la oposición de judíos y cristianos a las pretensiones proféticas de Mahoma
- 113 se enuncia la doctrina de la abrogación
- 115 se menciona la Qibla como innecesaria
- 116-141 se manifiesta una denuncia a los judíos y se cita el islam como la verdadera religión de Abraham
- 142-153 los judíos abandonan La Meca y los árabes la aceptan como la Qibla del Islam.
- 154-163 se consuela a los compañeros de luto que perdieron familiares en la batalla de Badr
- 164-172 se exhorta a los mecanos a unirse a la fe de Dios y se les ordena observar la ley con respecto a las carnes prohibidas
- 173-176 ley sobre alimentos legales e ilegales (entregados en Medina)
- 177 la suma del deber musulmán
- 178-179 ley de las represalias
- 180-182 ley relativa a la herencia
- 183-185 ley sobre el ayuno
- 186-187 sobre el ayuno del Ramadán
- 188-202 La peregrinación a La Meca (hajj) y la guerra por la fe
- 203-206 se confrontan hipócritas y verdaderos creyentes
- 207-208 se exhorta a una aceptación cordial del Islam
- 209 se explica el destino de los infieles
- 210-212 sobre los judíos que desaprueban el islam
- 213 el sufrimiento debe ser soportado con paciencia
- 214-242 leyes diversas relacionadas con la limosna, la guerra, el vino, la suerte, los huérfanos, el matrimonio, las mujeres, los juramentos y el divorcio.
- 243-253 sobre el deber de luchar en defensa de la religión ordenado por precepto e ilustrado por la historia de los profetas anteriores
- 254- 255 256-257 verso del trono
- 258-260 se ilustra la doctrina de la resurrección
- 261-274 se alienta la limosna
- 275-277 se prohibida la usura
- 278- 282, 283-284 ley relativas a contratos y deudas
- 285-286 sobre la confesión y la oración del profeta